# Francisco Javier de Istúriz
Francisco Javier de Istúriz Montero (Cadice, 31 ottobre 1790 – Madrid, 2 aprile 1871) è stato un politico e diplomatico spagnolo, è stato Presidente del Consiglio dei Ministri, delle Corti Generali, del Congresso dei deputati e del Senato.